# Tucano-de-papo-branco
O tucano-de-papo-branco (Ramphastos tucanus) é uma espécie amazônica de tucano  que mede cerca de 55 cm de comprimento e possui bico vermelho ou preto com a base da maxila e o cúlmen amarelos. Tais aves são conhecidas ainda pelos nomes de pia-pouco, quirina e tucano-cachorrinho.
Ocorre nas Guianas, norte do Pará, Amapá, Marajó, leste do Pará, ao sul do Rio Amazonas até o lado leste do rio Tocantins; atinge ainda o litoral do Maranhão.

## Subespécies
São reconhecidas três subespécies:
- Ramphastos tucanus tucanus (Linnaeus, 1758) - leste da Venezuela até as Guianas e o norte do Brasil.
- Ramphastos tucanus cuvieri (Wagler, 1827) - sudeste da Colômbia até a Venezuela, oeste da Amazônia brasileira e norte da Bolívia.
- Ramphastos tucanus inca (Gould, 1846) - norte e centro da Bolívia.

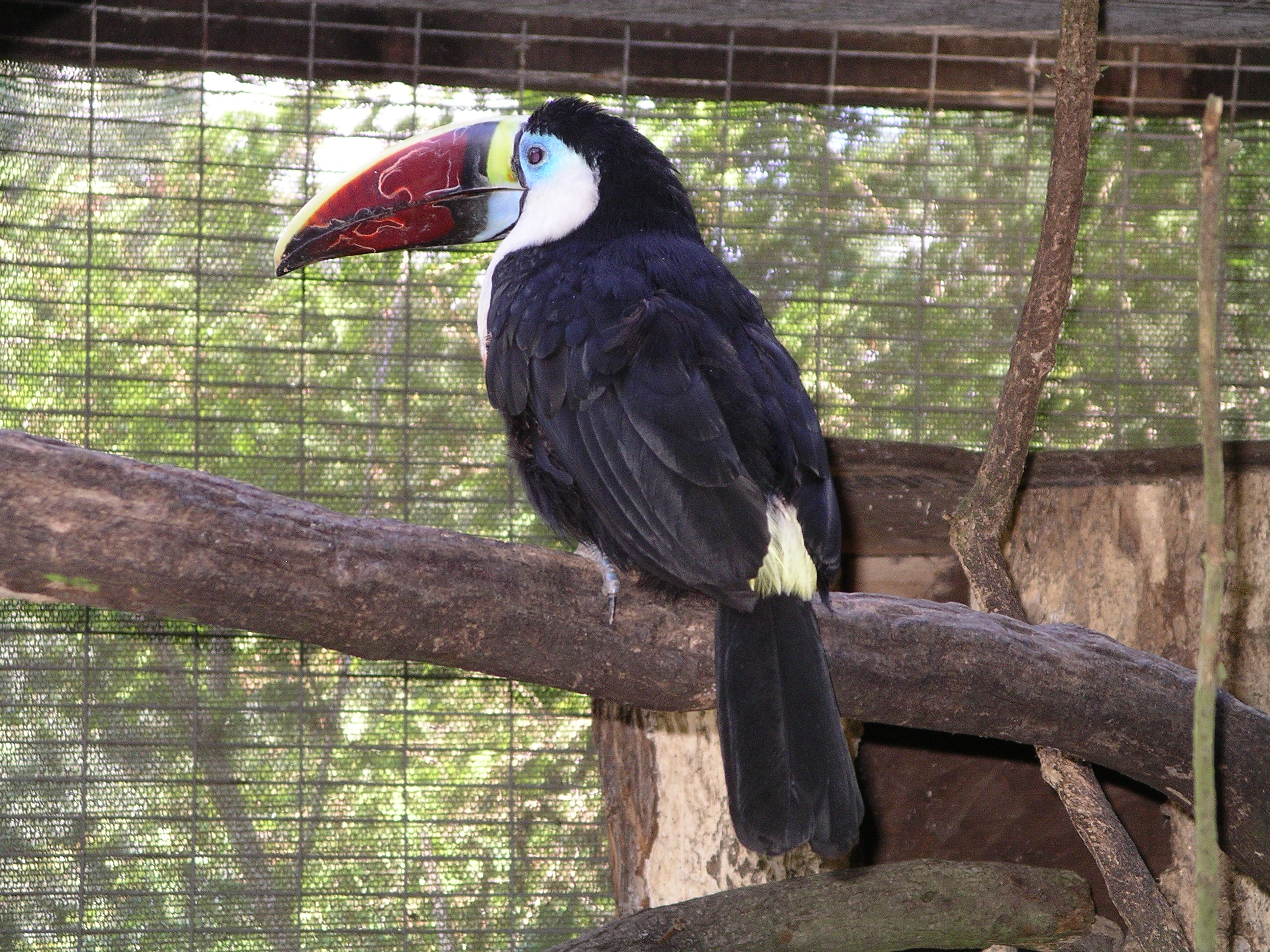
Tucano-de-peito-branco

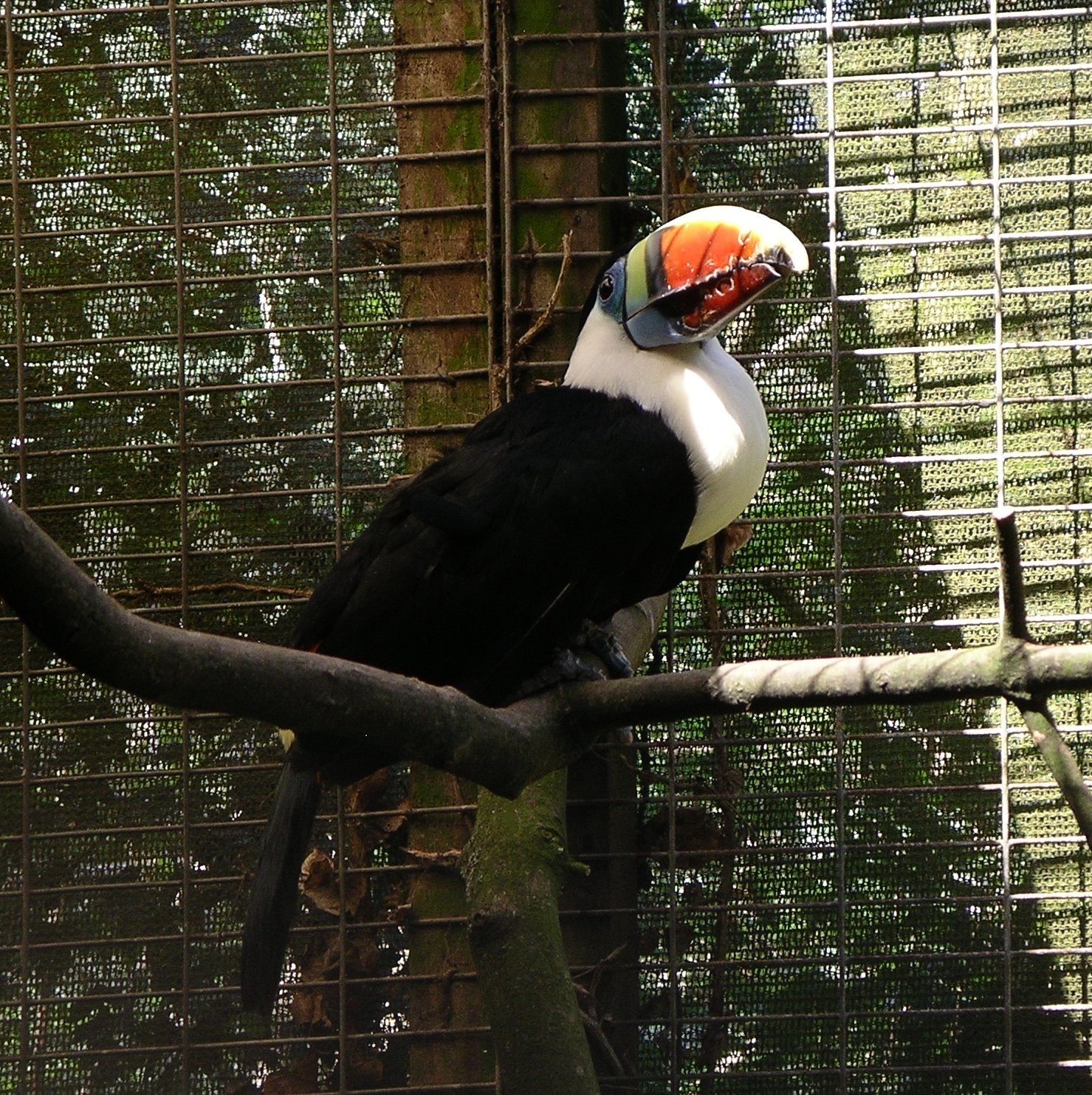
Tucano-de-peito-branco